# NewsGuard

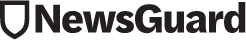
O logotipo da extensão NewsGuard

O NewsGuard é uma ferramenta de jornalismo e tecnologia que avalia a credibilidade de sítios de notícias e informações e rastreia a desinformação online. Opera uma extensão de navegador e aplicativos móveis para consumidores, bem como serviços para empresas, incluindo uma ferramenta de segurança de marca  e serviços para mecanismos de pesquisa, aplicativos de mídia social, empresas de segurança cibernética e agências governamentais. 
As classificações de confiança do NewsGuard para sítios de notícias são baseadas em nove critérios relacionados às práticas jornalísticas de uma fonte.  Com base nos nove critérios, cada sítio recebe uma pontuação de confiança de 0 a 100 e uma classificação geral de vermelho (geralmente não confiável) ou verde (geralmente confiável). A classificação é acompanhada por um "Rótulo Nutricional" que explica por que o sítio recebeu sua classificação em cada um dos nove critérios. A NewsGuard diz que avaliou mais de 6.000 fontes de notícias que respondem por 95% do envolvimento com notícias nos Estados Unidos, Reino Unido, França, Alemanha e Itália. 
O NewsGuard opera uma extensão de navegador  e aplicativos móveis para iOS e Android  que rotulam as fontes de notícias com um ícone vermelho ou verde indicando a classificação do sítio e permitem que os usuários leiam o "Rótulo de Nutrição" de cada sítio do NewsGuard. Os navegadores com suporte para a extensão do navegador incluem o Google Chrome, oMicrosoft Edge, o Firefox e o Safari. Ele está incluído por padrão na versão móvel do Edge, embora os usuários devam habilitá-lo. 

## Resumo
A NewsGuard Technologies foi fundada em 2018 por Steven Brill e L. Gordon Crovitz, que atuam como co-CEOs.  Os investidores incluem a Fundação Knight e a Publicis.  A extensão NewsGuard é instalada nos navegadores e avisa os usuários quando visualizam o conteúdo do que considera sítios de notícias falsas. Jornalistas contratados pela NewsGuard Technologies avaliam sítios de notícias com base em sua credibilidade e confiabilidade geral. A análise foi projetada para ser transparente e inclui o nome do funcionário que analisou o sítio. Os sítios que pontuam pelo menos 60 em 100 pontos com base em nove critérios exibem um ícone verde ao lado de seu nome, e os que pontuam mais baixo recebem um ícone vermelho. Os usuários podem opcionalmente ler mais informações, incluindo como os sítios se saíram em cada critério.  A extensão também pode destacar potenciais conflitos de interesse, como sítios que não divulgam que são financiados por grupos de lobby. 
O NewsGuard determina a pontuação geral de credibilidade de um sítio com base em vários critérios. Esses incluem:
- A frequência de publicação de informações imprecisas
- A extensão do fornecimento e do relatório original de informações
- O grau de demarcação entre notícias e jornalismo de opinião
- A precisão dos títulos, incluindo o uso de títulos clickbait (caça-clique)
- O grau de divulgação da propriedade do sítio, bem como as posições políticas dos proprietários

Brill posiciona a extensão como uma alternativa à regulamentação governamental e aos algoritmos automatizados, como os usados pelo Facebook.  Para obter receita, a NewsGuard Technologies licencia suas classificações. Os clientes incluem empresas de tecnologia e o setor de publicidade, que veem as classificações como uma forma de proteger os clientes contra publicidade em sítios que possam prejudicar sua marca.  Em janeiro de 2019, a extensão foi integrada à versão móvel do Microsoft Edge, embora os usuários devam habilitá-la. Sítios que anteriormente ignoraram a extensão, como o MailOnline, se opuseram a serem listados como não confiáveis.  A decisão de listar o MailOnline como não confiável foi revertida, e o NewsGuard admitiu que estava errado em alguns aspectos.  sítios rotulados como não confiáveis incluem InfoWars, Daily Kos, Sputnik,  RT e WikiLeaks.  O NewsGuard foi criticado pelo Breitbart News como "o mais recente esforço da mídia do establishment para colocar na lista negra sítios de mídia alternativos".  O NewsGuard tenta trabalhar com sítios que eles rotulam como não confiáveis para aconselhá-los sobre como cumprir seus critérios. 
Em janeiro de 2020, o NewsGuard começou a notificar os usuários de que se tornaria uma extensão de navegador paga e apoiada por membros no início de 2020, permanecendo gratuita para bibliotecas e escolas.
Em janeiro de 2021, o NewsGuard disse que já classificou mais de 6.000 sites de notícias que respondem por 95% do envolvimento online com notícias nos EUA, Reino Unido, França, Alemanha e Itália. 